# NGC 4250
NGC 4250 é uma galáxia espiral barrada (SB0-a) localizada na direcção da constelação de Draco. Possui uma declinação de +70° 48' 10" e uma ascensão recta de 12 horas, 17 minutos e 25,9 segundos.
A galáxia NGC 4250 foi descoberta em 7 de Abril de 1793 por William Herschel.